# Lovie Lee
Lovie Lee (17 de marzo de 1909 - 23 de mayo de 1997)   fue un pianista y cantante de blues eléctrico estadounidense. Es mejor conocido por su trabajo acompañando a Muddy Waters.  También grabó un disco en solitario, en 1992. Era el "padrastro adoptivo" del bluesman Carey Bell y, por tanto, el "abuelo" de Lurrie Bell.

## Biografía
Nació como Edward Lee Watson en Chattanooga, Tennessee,  y creció en Meridian, Mississippi. Aprendió por sí mismo a tocar el piano y comenzó a actuar en varias iglesias y en rodeos y espectáculos de vodevil.  Ya había adquirido el apodo de Lovie de una tía cariñosa.  Encontró un empleo a tiempo parcial jugando con los Swinging Cats a principios de la década de 1950. El grupo incluía a Carey Bell, a quien Lee tomó bajo su protección "paternal", y juntos se mudaron a Chicago en septiembre de 1956.   Lee trabajó durante el día en una fábrica de carpintería y durante muchos años tocó por las noches en numerosos clubes nocturnos de blues de Chicago, incluido el Porter's Lounge.   Era muy conocido en Chicago por tocar el piano de blues.  Más tarde trabajó como tapicero, pero mantuvo su banda de acompañamiento, los Sensationals. 
Después de retirarse del trabajo de tiempo completo, Lee se unió a la banda de Muddy Waters en 1979, reemplazando a Pinetop Perkins en el piano.  George "Mojo" Buford, que había trabajado con Lee en Dakota del Norte, lo recomendó a Muddy Waters. Lee permaneció con la banda hasta la muerte de Muddy Waters, en 1983, y luego volvió a tocar en clubes de Chicago. 
Hizo algunas grabaciones privadas en 1984 y 1989, y este trabajo, más temas contemporáneos posteriores, se lanzaron como el álbum Good Candy (1992).  Sus músicos de apoyo para el álbum incluyeron a Eddie Taylor, Odie Payne, Carey Bell y Lurrie Bell. 
Murió en Chicago en mayo de 1997. 

## Discografía
- Living Chicago Blues Vol. 3 (1980), Alligator
- Good Candy (1992), Earwig Music Company[5]